# 제나 보이드
제나 보이드(Jenna Boyd, 1993년 5월 4일 ~ )는 미국의 배우이다.

## 출연 작품
- 스핀 (2018)
- 미시간 살인사건 (2017)
- 런어웨이 (2014)
- 라스트 온스 오브 커리지 (2012)
- 청바지 돌려입기 (2005)
- 딕키 로버츠 - 왕년의 아역 스타 (2003)
- 헌티드 (2003)
- 실종 (2003)
- 스무치 죽이기 (2002)

### 텔레비전
- 아내가 사라졌다 (2007, The Gathering)